# Bélus
Bélus (gaskonsko Belús) je naselje in občina v francoskem departmaju Landes regije Akvitanije. Naselje je leta 2009 imelo 605 prebivalcev.

## Geografija
Kraj leži v pokrajini Gaskonji 17 km južno od Daxa.

## Uprava
Občina Bélus skupaj s sosednjimi občinami Cauneille, Hastingues, Oeyregave, Orist, Orthevielle, Pey, Peyrehorade, Port-de-Lanne, Saint-Cricq-du-Gave, Saint-Étienne-d'Orthe, Saint-Lon-les-Mines in Sorde-l'Abbaye sestavlja kanton Peyrehorade s sedežem v Peyrehoradu. Kanton je sestavni del okrožja Dax.

## Zanimivosti
- cerkev Marijinega Vnebovzetja,
- Château de Gardera.